# のんちゃんのり弁
『のんちゃんのり弁』（のんちゃんのりべん）は、入江喜和による日本の漫画。
講談社『モーニング』にて1995年から1998年にかけて連載されたが、ストーリーは未完で終わった。単行本は全4巻で、2009年9月4日に新装版（上・下巻）が発売された。
本作を原作に、テレビドラマ・映画として映像化されている。

## あらすじ
生活力がなくいいかげんな夫と離婚した小巻は、保育園の娘・乃里子（のんちゃん）を連れ、墨田区京島の実家に出戻る。職を探すが見つからず、得意料理の「のり弁」を娘や周囲の人達にふるまう日々を送るが、のり弁が好評を得たことから弁当屋を開業することになる。
小巻は小料理屋で働きながら開業に向かって持ち前のバイタリティで明るく生きる。

## 登場人物
原小巻（永井小巻）
範朋のルーズさに嫌気がさし、娘を連れて実家に戻る。料理が得意。
乃里子（のんちゃん）
小巻と範朋の娘。幼稚園児。小巻の作った「のり弁」が好物。「乃里子(のりこ)」という名前は範朋が命名した。明るく子供らしい性格で、両親の事が大好き。
永井範朋
小巻の夫、乃里子の父。職業は売れない小説家で定職には就いていない。小巻と乃里子に愛情はあるが、生活力が無くルーズな面があり、小巻に愛想を尽かされる。家を出た小巻を執拗に追いかけて復縁を迫るほか、小巻が働きに出る事や他の男性と親しくしている様子を見ただけで彼女の浮気を疑うなど、思い込みや嫉妬心が激しく自分勝手な面がある。また娘の命名の際に妻の小巻は今風な名前を付けたいと考えていたにもかかわらず自身が考えた名前(乃里子)を無理やり押し通して命名するほか、「パパ」と呼ばれる事を嫌っており、乃里子からは「お父ちゃん」と呼ばせている。
原フミヨ
小巻の母で乃里子の祖母。自宅で着付け教室を営む。小巻とは違い料理下手。
原修一郎
小巻の弟で乃里子の叔父。
なつみ
修一郎の妻。家事が苦手。
玉川麗華
小巻の友人。バツイチ。
川口建夫
小巻の幼馴染。写真家。出戻った小巻に惹かれて行く。
チョーさん
居酒屋「ととや」の主人。小巻の料理の師匠になる。

## 書誌情報
- 入江喜和 『のんちゃんのり弁』 講談社〈モーニングKC〉、全4巻
  1. 1995年4月19日発売 ISBN 978-4-06-328409-6[1]
  2. 1995年7月19日発売 ISBN 978-4-06-328421-8[2]
  3. 1997年1月21日発売 ISBN 978-4-06-328496-6[3]
  4. 1998年5月20日発売 ISBN 978-4-06-328579-6[4]
- 入江喜和 『新装版 のんちゃんのり弁』 講談社〈モーニングKC〉、上下巻
  1. 上 2009年9月4日発売 ISBN 978-4-06-375802-3[5]
  2. 下 2009年9月4日発売 ISBN 978-4-06-375803-0[6]

## テレビドラマ
中部日本放送（CBC）制作で、TBS系列「ドラマ30」枠で月曜から金曜の13:30 - 14:00（JST）に放送された。
放送期間は、第1シリーズが1997年2月3日 - 3月28日、第2シリーズが1998年6月1日 - 7月31日。

### キャスト
- 原小巻：渡辺典子
- 原乃里子：奥田佳菜子
- 永井範朋：石橋保
- 原フミヨ：中原早苗
- 原修一郎：仁科貴
- なつみ：前田昌代
- 永井ゆり江：高田敏江
- 戸谷長次：すまけい
- 玉川麗華：戸川京子
- 川口建夫：古郡雅浩
- 大山町子：かわいのどか
- 小林春恵：松美里杷
- めぐみ先生：日高ひとみ
- 井上庄吾：沼田和紘
- 甲斐安奈：向野澪
- 甲斐頼子：棟里佳
- 岡村：野添義弘
- 山口：門田俊
- 車だん吉
- 川崎麻世
- 佐藤蛾次郎
- 古川九一
- 野中りえ
- 芦沢孝子
- 井上裕季子
- 真山典子
- 松井紀美江
- 萩野崇
- 大島蓉子
- 落合扶樹
- 清水昭弘

### スタッフ
- プロデュース：富永晃一、越智貞夫、照喜名隆
- プロデューサー補：加藤弘之
- 脚本：清水喜美子
- 演出：中山史郎、澤田アーサー貢、九鬼通夫
- 助監督：堀口明洋
- 記録：奥平綾子
- 広報：川添志紀
- 撮影技術：二之宮行弘
- TD：内山久光
- VE：足助学
- 照明：三上貢
- 録音：佐藤友昭
- 美術：吉見邦弘
- 美術制作：上村正三
- 料理担当：佐藤和代
- 制作担当：岩崎敬道
- 音楽：丸谷晴彦
- 制作協力：CBCクリエイション
- 製作・著作：中部日本放送、ザ・ワークス

### 主題歌
- 第1シリーズ：障子久美「もう一度あなたと出逢いたい」
  - 作詞・作曲：障子久美 / 編曲：鳥山雄司・障子久美 / Horn編曲：鳥山雄司・Jerry Hey
- 第2シリーズ：Moonlight Attraction「がんばらなくちゃ 〜SUCCESS STORY〜」

| MBS・CBC 平日13時台後半（ドラマ30枠）               | MBS・CBC 平日13時台後半（ドラマ30枠）        | MBS・CBC 平日13時台後半（ドラマ30枠） |
| 前番組                                              | 番組名                                       | 次番組                                |
| --------------------------------------------------- | -------------------------------------------- | ------------------------------------- |
| いのちの現場から4 （1996年12月2日 - 1997年1月31日） | のんちゃんのり弁 （1997年2月3日 - 3月28日）  | 失業白書 （1997年3月31日 - 5月30日）  |
| いのちの現場から5 （1998年3月30日 - 5月29日）       | のんちゃんのり弁2 （1998年6月1日 - 7月31日） | 幽霊ママ （1998年8月3日 - 8月28日）   |

## 映画
緒方明監督、鈴木卓爾脚本による映画が2009年9月26日より公開。
かつてテレビ版を製作した中部日本放送が、製作委員会に参加している。
公開直前の2009年8月4日、製作会社のムービーアイ・エンタテインメントが東京地方裁判所に自己破産を申請した。共同配給予定だったキノフィルムズ（木下工務店）が引き継ぎ、予定通りに上映された。
DVDが2010年2月10日、キングレコードからリリースされた。

### キャスト（映画）
- 永井小巻：小西真奈美
- 永井小巻（中学時代）：水野絵梨奈
- 永井乃里子：佐々木りお
- 永井範朋：岡田義徳
- 川口建夫：村上淳
- 川口建夫（中学時代）：小林拓人
- 玉川麗華：山口紗弥加
- 建夫の祖母：花原照子
- 健夫の父：上田耕一
- 園長先生：斉藤暁
- 「小雪」のママ：絵沢萌子
- 戸谷長次：岸部一徳
- 原フミヨ：倍賞美津子
- 「小雪」の客：北見敏之、松尾諭
- 面接者：堀部圭亮、鈴木卓爾、田中要次
- 八百屋店主：徳井優
- 川口写真館の客：諏訪太朗
- 小巻の父（遺影）：井坂聡

（出典）

### スタッフ（映画）
- 原作：入江喜和「のんちゃんのり弁」（講談社「モーニングKC」）
- 監督：緒方明[7]
- 脚本：緒方明、鈴木卓爾[7]
- 音楽：coba[7]
- 主題歌：スネオヘアー「ロデオ」（EPICレコードジャパン）
- 撮影：笠松則通
- 照明：石田健司
- 録音：横溝正俊
- 美術：金勝浩一
- 編集：矢船陽介
- 整音：越智美香
- スクリプター：杉本友美
- 助監督：浅利宏
- フードスタイリスト：飯島奈美
- スタイリスト：西ゆり子
- ヘアメイク：本田真理子
- VFXスーパーバイザー：尾上克郎
- VFX・ラボ：IMAGICA
- 特殊メイク：原口智生、森田誠
- 技斗：中瀬博文
- スタジオ：日活撮影所
- プロデュース：武部由実子
- 企画・総合プロデュース：小出健、齋藤英子
- 製作総指揮：木下直哉[7]
- 製作：「のんちゃんのり弁」製作委員会（ムービーアイ・エンタテインメント、木下工務店、キングレコード、中部日本放送）
- 配給：キノフィルムズ[7]
- 協賛：みそ健康づくり委員会

### 受賞歴
- 第31回ヨコハマ映画祭[11]
  - 監督賞（緒方明）
  - 主演女優賞（小西真奈美）
  - 助演男優賞（岡田義徳）
- 第64回毎日映画コンクール[12]
  - 女優主演賞（小西真奈美）
- 第24回高崎映画祭[13]
  - 最優秀主演女優賞（小西真奈美）